# Hasan Ismaik
Hasan Abdullah Mohamed Ismaik (arabisch حسن عبد الله إسميك, DMG Ḥasan ʿAbd Allāh Ismaik; * 14. August 1977 in Kuwait) ist ein jordanischer Geschäftsmann und Sportinvestor.

## Karriere
Nach dem Schulbesuch in Saudi-Arabien studierte der aus einfachen Verhältnissen stammende Ismaik in Amman Betriebswirtschaftslehre. Nach dem Studium handelte er in Abu Dhabi mit Öl und Immobilien und profitierte vom Immobilienboom 2007 im Nahen Osten. 2014 wurde er vom US-Wirtschaftsmagazin Forbes als erster Milliardär Jordaniens sowie drittjüngster Milliardär des Nahen Ostens (Middle East) aufgeführt.

## Investor beim TSV 1860 München
Über Ismaiks Münchner Geschäftspartner Hamada Iraki entstand im März 2011 Kontakt zu dem damals vor einer Insolvenz stehenden Fußball-Zweitligisten TSV 1860 München. In den folgenden Wochen wurde über den Einstieg Ismaiks als Investor verhandelt. Ein Vertragsentwurf wurde nach Vorgaben der DFL mehrmals abgeändert. Am 30. Mai 2011 wurde ein Kooperationsvertrag zwischen Ismaik und dem TSV 1860 München e. V. unterzeichnet. Für 18 Mio. Euro erhielt er 60 % der Aktien.
Über sein Unternehmen HAM International Limited hält Ismaik seitdem 3,9 Mio. der 6,5 Mio. Aktien der TSV München von 1860 GmbH & Co. KGaA, wobei 1.401.980 Vorzugsaktien sind. Er war von 2011 bis 2018 Vorsitzender des sechsköpfigen Aufsichtsrats der 1860 München KGaA und gehörte auch dem vierköpfigen Beirat der Geschäftsführungs-GmbH an. Ismaik hält zudem 90 % der Vermarktungsfirma H. I. Squared International, die seit 2011 für die Vermarktung des TSV 1860 zuständig ist. Die übrigen 10 % hält der frühere Aabar-CEO Mohamed Badawy Al-Husseiny.
Am 2. Juni 2017, nach dem Abstieg der Mannschaft aus der 2. Bundesliga, verweigerte Ismaik die für eine Lizenz für die 3. Liga vom DFB geforderten erforderlichen Zahlungen in Höhe von 11 Mio. Euro, sodass die erste Mannschaft in der Spielzeit 2017/18 in der viertklassigen Regionalliga Bayern antreten musste. Als Begründung wurde von Ismaik angeführt, dass der e. V. sich weigert, notwendige Änderungen vorzunehmen, um die vielen Themen, mit denen der Verein konfrontiert ist, zu lösen, und er deshalb die Zahlung nicht bereitstellen kann. Dennoch will Ismaik weiterhin Anteilseigner an der Fußballgesellschaft des Traditionsvereins bleiben und kündigte an, gegen die 50+1-Regel zu klagen, um mehr Mitbestimmung zu erreichen.
Im Mai 2018 gelang 1860 der Aufstieg in die 3. Liga, in der man im Spieljahr 2018/19 den 12. Platz belegte.
Im Mai bzw. Juni 2024 hielt sich Ismaik drei Wochen in München auf, um für die Wahl des Bündnis Zukunft bei der Mitgliederversammlung am 16. Juni zu werben. Keiner der von ihm unterstützten Kandidaten wurde in den Verwaltungsrat gewählt.

## Soziales
Ismaik hat in den Vereinigten Arabischen Emiraten und Jordanien mehrere Moscheen finanziert, darunter die Al-Aziz-Moschee auf der ar-Rim-Insel und die Al-Kareem-Moschee gegenüber dem Emirates Palace Hotel in Abu Dhabi.

## Privates
Ismaik heiratete im Alter von 20 Jahren und ist Vater von drei Töchtern, die zwischen 1999 und 2008 geboren wurden. Sein Vermögen wurde 2014 vom US-Magazin Forbes auf ca. 1,6 Milliarden US-Dollar geschätzt. Seit damals soll er jedoch mehr als eine Milliarde Verlust eingefahren haben. Laut Schätzungen des US-Magazin Forbes soll sein Vermögen 2017 nur noch 341 Millionen Dollar betragen.